# G.R.L.
A G.R.L. 2012-ben alakult lányegyüttes. Eredetileg az újjáalakult Pussycat Dolls lett volna ám végül a Pussycat Dolls új generációja lett. Robin Antin által létrehozott zenekar sok tagcsere után 2013-ban mutatkozott be a publikumnak.

## Történet
Los Angelesben alakult lány zenekart Robin Antin a Pussycat Dolls szülőanyja hozta létre.
A lányok első slágere a “Vacation” amely a  The Smurfs 2 az az a Hupikék törpikék 2 című film egyik betét dala.
2013 szeptemberében a Youtube-on debütál az együttes első klipje a "Vacation".
2014 március.31-én debütál a Youtube-on Pitbull "Wild Wild Love" száma amelyben a lányok is közreműködnek
Ezt követően kiadják az "Ugly Heart" című dalt.
2014 szeptember 5-én holtan találják Simone Battle-t West Hollywoodi otthonában.A vizsgálatok szerint öngyilkos lett.
2015 januárjában a lányok megjelentetik a "Lighthouse"-t Simone emlékére.
A tervek szerint még ebben az évben megjelenik első bemutatkozó album is.

## Tagok

### Lauren Bennett
Lauren a Paradiso Girls feloszlásá után szólókarrierbe kezdett majd 2010-ben beválogatták az új Pussycat Dolls-ba közben szerepelt az LMFAO Party Rock Anthem videóklipjében amellyel világszerte ismert lett. 2012 novemberétől a G.R.L. oszlopos tagja.

### Paula Van Oppen
Eredeti foglalkozása táncos és koreográfus. Laurennel egyszerre érkeztek az új Pussycat Dolls-ba. Paula szerepelt sok videóban és tv show-ban.

### Natasha Slayton
Natasha szintén az új Pussycat Dolls tagja volt. 2012-től G.R.L. tagja.

### Simone Battle
Simone az új Pussycat Dollsban Amanda Branche helyére érkezett. Korábban szerepelt az amerikai X-Faktorban.

### Emmalyn Estrada
Emmalyn is az új Pussycat Dolls tagjaként debütált ő Natalie Mejia helyét vette át.

## Dalok
- Vacation (Hupikék törpikék 2 egyik betét dala) (2013)
- Wild Wild Love (With Pitbull) (2014)
- Show me what you got (2014)
- Ugly Heart (2014)
- Lighthouse (2015)

## Külső hivatkozások
- https://web.archive.org/web/20130810150107/http://www.grlnation.com/
- https://www.facebook.com/grlnation/info